# Klidang Lor
Klidang Lor is een bestuurslaag in het regentschap Batang van de provincie Midden-Java, Indonesië. Klidang Lor telt 3772 inwoners (volkstelling 2010).